# Bewley & Draper
Bewley & Draper (geschrieben auch: Bewley and Draper) war im 19. und frühen 20. Jahrhundert ein irisches Chemieunternehmen und ein Drogeriemarkt.

## Geschichte

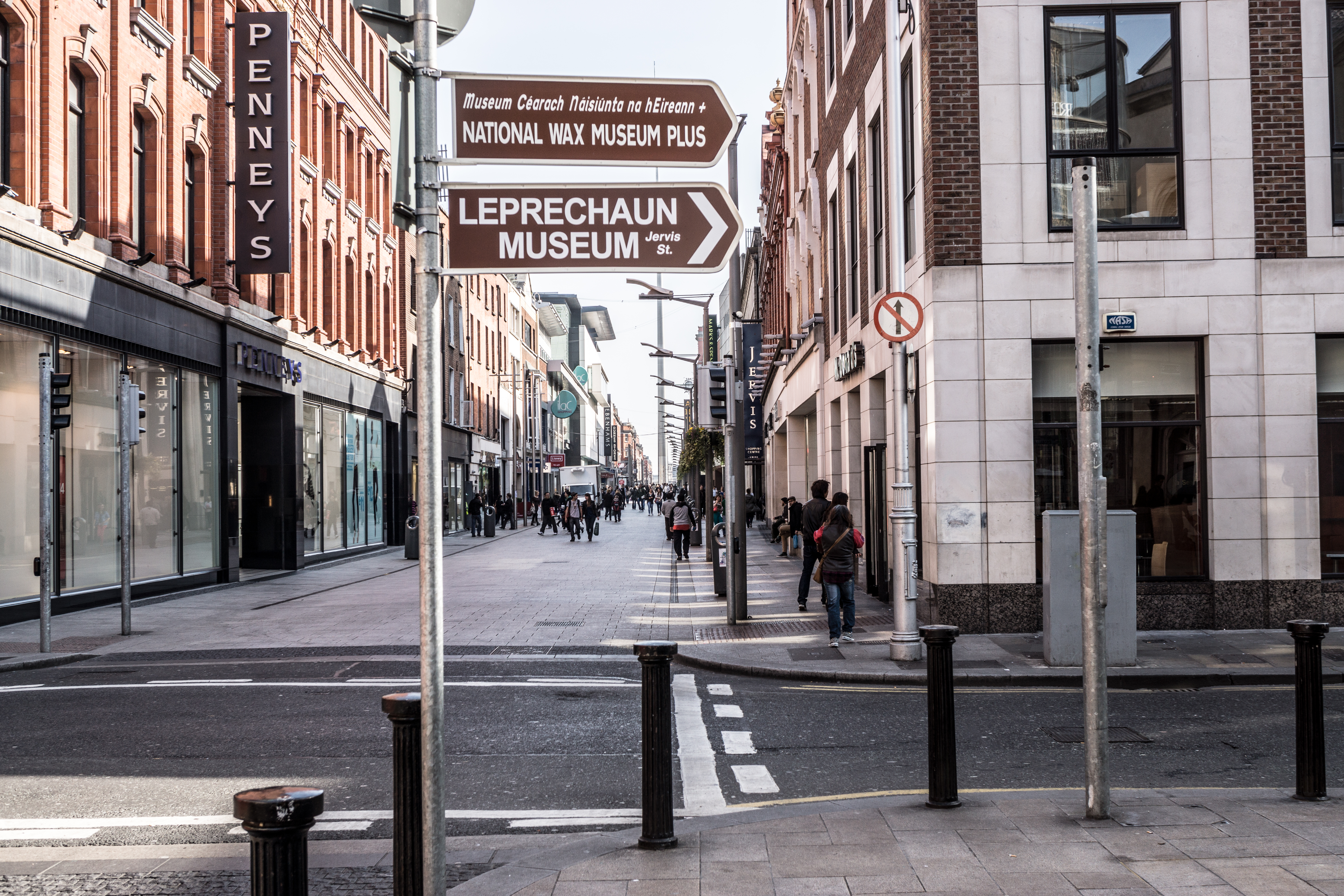
Die Mary Street (2012) unweit des ehemaligen Firmensitzes (etwa 70 m weiter auf der rechten Straßenseite)

Bewley & Draper wurde in der ersten Hälfte des 19. Jahrhunderts von Henry Bewley (1804–1876) und H. N. Draper in Dublin gegründet, um Drogerieartikel herzustellen und zu vertreiben. Der Firmensitz befand sich auf der Dubliner Nordseite rund 300 m nördlich der Ha’penny Bridge in der Mary Street Nr. 23 (Bild).
Zu den Produkten gehörten Mineralwässer, insbesondere Sodawasser (englisch Soda water), sowie auch andere Getränke wie Ingwerbier (Ginger Ale), Ingwerwein (Ginger wine) und Limonade, ferner Zahnpasta, Parfüm, „dichroische“ Tinte (Dichroic ink) und so weiter bis hin zu Zigarren. Neben solchen Konsumgütern wurden auch passende Gebrauchsgegenstände angeboten, wie Dosen, Krüge, Flaschen und Flakons. Das Geschäft bestand bis in die erste Hälfte des 20. Jahrhunderts.

## Schriften (Auswahl)
- Bewley & Draper: Catalogue. Dublin 1890 (englisch, archive.org [PDF; 3,2 MB]).